# Дипальмитоилфосфатидилхолин
Дипальмитоилфосфатидилхолин (ДПФХ) — фосфолипид из группы насыщенных фосфатидилхолинов, один из главных компонентов лёгочного сурфактанта. Широко применяется в исследовательской работе как модельный фосфолипид при изучении липосом, липидных бислоёв и модельных биологических мембран, а также при получении искусственных липопротеинов высокой плотности, а также липосом (модельных мембран).

## См.также
- Сурфактант
- Лизофосфатидилхолинацилтрансфераза